# Temps fête Douarnenez 2018
Temps fête Douarnenez 2018 est la 17e édition des Fêtes maritimes de Douarnenez organisées du 25 au 29 juillet 2018. 
Le festival maritime se déroule sur le vieux port du Rosmeur, lieu de regroupement de nombreux navires anciens. La fête présente également des animations sur les quais proche du grand podium qui accueille en journée et soirée de nombreux spectacles. Des stands complètent ce dispositif présentant des partenaires institutionnels et commerciaux (Armor Lux, TOWT, Chasse-Marée, Jean Hénaff SA...) et le monde associatif local.
Divers points de restaurations et buvettes se trouvent sur le quai du petit port, l'esplanade de la jetée et le terre-plein de la criée. Le droit d'entrée sur le festival donne l'accès gratuit au Port-musée de Douarnenez situé au Port-Rhu.

## Animation
Sur l'eau : des initiations (kayak de mer, paddle, godille, matelotage et lancer de touline...) ; des démonstrations (chiens de sauvetage, mise à l'eau de bateaux, concours de godille et de manœuvres...) ; les diverses flottilles en navigation en baie de Douarnenez (grands voiliers, plaisance et traditionnel, voile-aviron,...)
Sur les quais : diverses animations (comme La troupe de la Marie Claudine, Les Douaniers du Rosmeur, divers ateliers ....) ; le grand podium et ses spectacles avec Amadou et Mariam, Gilles Servat .... (voir programmation compléte )...
|               |
| Lin & Chanvre |

|                          |
| Les douaniers du Rosmeur |

|                                |
| La troupe de la Marie-Claudine |

|            |
| Stand TOWT |

## Flotte visitable
- El Galéon  Espagne (réplique d'un galion espagnol du XVIe siècle) ;
- les voiliers de la Marine nationale Belle Poule, Mutin et Feu Follet ;
- l'Anna-Rosa du Port-musée de Douarnenez ;
- le lougre britannique Grayhound  Royaume-Uni ;

|                     |
| El Galeón Andalucía |

|           |
| Grayhound |

|                                  |
| Mutin, Belle-Poule et Feu Follet |

## Embarquement
- le cotre Amzer'zo ;
- Le dundee-langoustier Belle-Étoile ;
- Le dundee-thonier Biche ;
- le sloop-coquillier Loch Monna ;
- la gabare-dundee Notre-Dame de Rumengol  Classé MH (1991) ;
- le ketch aurique Skeaf VII ;

|          |
| Amzer'zo |

|                        |
| Notre-Dame de Rumengol |

|       |
| Skeaf |

## Vieux gréements présents
- France :
  - Monument historique : Fée de l'Aulne, Fleur de Lampaul, Martroger III, Minahouet II, Red Ar Mor, Hope,Notre-Dame de Rumengol
  - Bateau d'intérêt patrimonial :Cap Sizun, Corentin, Holl Avel, La Louisette, Le Grand Bleu, Le Grand Lejon,, Marie-Claudine, Stérenn, Sant C'hireg, Skellig, Telenn-Mor,Marité, La Recouvrance, La Cancalaise, Lun-II, Sav Heol, Nébuleuse, Rose of Argyll, Marche-Avec, Mari-Lizig, La Barbinasse, Girl Joyce,Skeaf VII,Anna-Rosa,Belle Poule, Mutin,  Feu Follet,Loch Monna,Biche et Belle-Étoile
- Royaume-Uni :
  - National Historic Ships : Amelie Rose, Gleaner L64, Provident BM 28, Pilgrim BM 45, Our Boys et Our Daddy
  - Kaskelot, Johanna Lucretia, Freya, Marguerite, Guide Me, Peggy
- Pays-Bas : Ooterschelde,  Iris, Lotos, Anna TX 37
- Danemark : Lola of Skagen
- Espagne : Saltillo,El Galéon
- Irlande : Ros Ailither